# 舗装工事

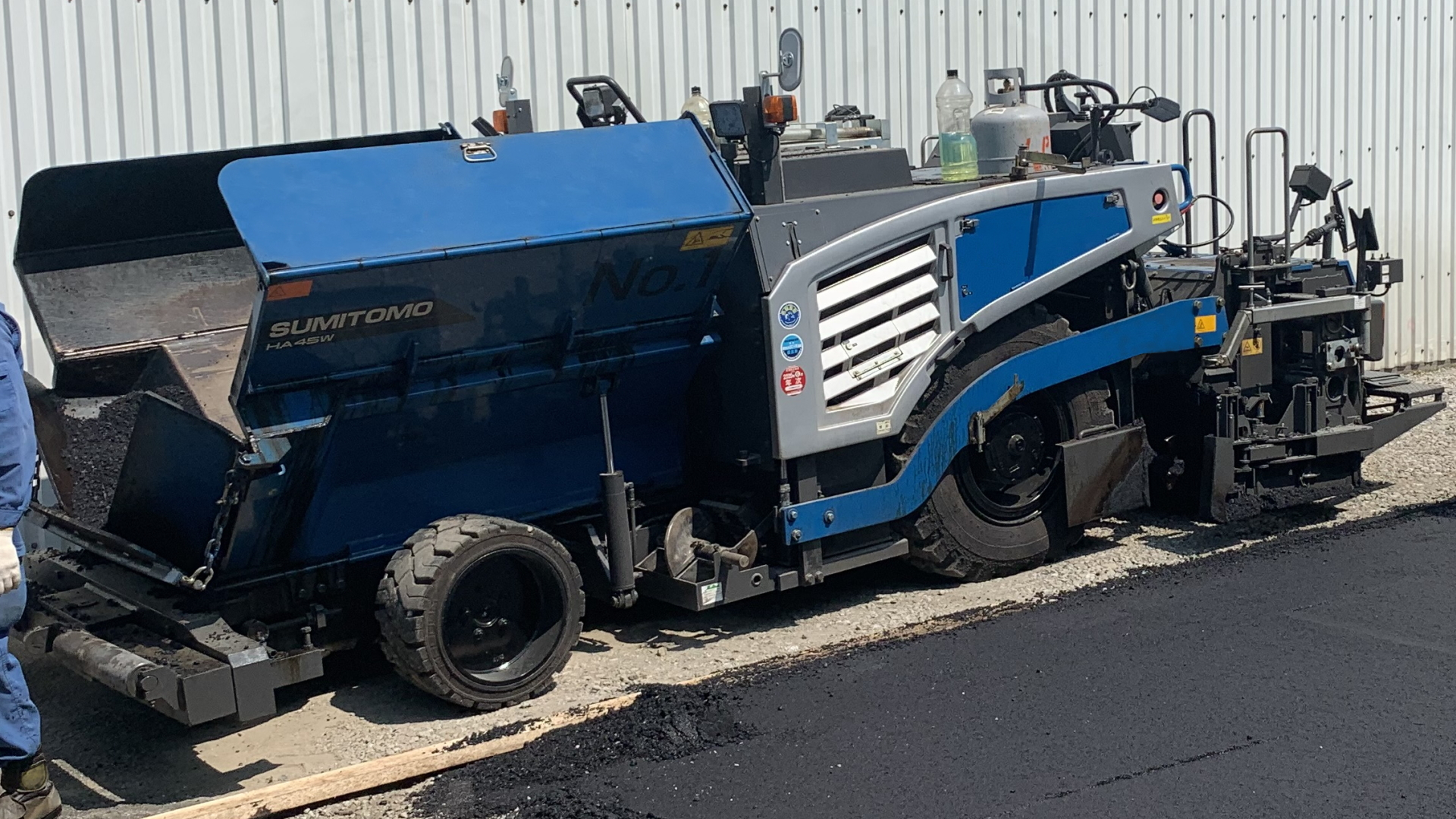
アスファルト舗装工事で使われるアスファルトフィニッシャ（ホイールタイプ）

舗装工事（ほそうこうじ）とは、道路等の地盤面をアスファルト、コンクリート、砂、砂利、砕石等により舗装する建設工事である。
建設業法に示されている29の工事業種の一つで、アスファルト舗装工事、コンクリート舗装工事、ブロック舗装工事、路盤築造工事などがある。
土木工事標準積算基準の工種区分では、「舗装の新設、修絡工事にあって、セメントコンクリート舗装工、アスファルト舗装工、セメント安定処理路盤工、アスファルト安定処理路盤工、砕石路盤工及びこれに類する工事」と規定されている。なお、同積算基準ではパッチング等小規模な工事で施工簡所が点在する工事は適用範囲から除かれている。

## 舗装工事業
舗装工事業（ほそうこうじぎょう）とは、道路等の地盤面をアスファルト、コンクリート、砂、砂利、砕石等により舗装する工事を業とする建設業。
舗装工事と併せて施工されることが多いガードレール設置工事については、工事の種類としては『舗装工事』ではなく『とび・土工・コンクリート工事』に該当する。
人工芝張付け工事については、地盤面をコンクリート等で舗装した上にはり付けるものは『舗装工事』に該当する。